# Liste der Biografien/Kek
Liste der Biografien |
Portal Biografien |
Personensuche
# |
A |
B |
C |
D |
E |
F |
G |
H |
I |
J |
K |
L |
M |
N |
O |
P |
Q |
R |
S |
T |
U |
V |
W |
X |
Y |
Z |
?
 
Ka |
Kb |
Kc |
Kd |
Ke |
Kf |
Kg |
Kh |
Ki |
Kj |
Kl |
Km |
Kn |
Ko |
Kp |
Kr |
Ks |
Kt |
Ku |
Kv |
Kw |
Ky |
Kx |
Kz
 
Kea |
Keb |
Kec |
Ked |
Kee |
Kef |
Keg |
Keh |
Kei |
Kej |
Kek |
Kel |
Kem |
Ken |
Keo |
Kep |
Ker |
Kes |
Ket |
Keu |
Kev |
Kew |
Kex |
Key |
Kez
Die Liste der Biografien führt alle Personen auf, die in der deutschsprachigen Wikipedia einen Artikel haben. Dieses ist eine Teilliste mit 46 Einträgen von Personen, deren Namen mit den Buchstaben „Kek“ beginnt.

## Kek
- Kek, Matjaž (* 1961), jugoslawischer bzw. slowenischer Fußballspieler und -trainer

### Keka
- Kekäläinen, Jarmo (* 1966), finnischer Eishockeyspieler und -funktionär
- Kekäläinen, Vuokko, finnische Opernsängerin (Alt/Mezzosopran)
- Kekana, Mokofane Milton (* 1995), südafrikanischer Langstreckenläufer
- Kekana, Steve (1958–2021), südafrikanischer Sänger und Songwriter
- Kekatos, Vasilis (* 1991), griechischer Regisseur und Drehbuchautor

### Keke
- KeKe (* 1994), österreichische RapperinKeKe (* 1994)

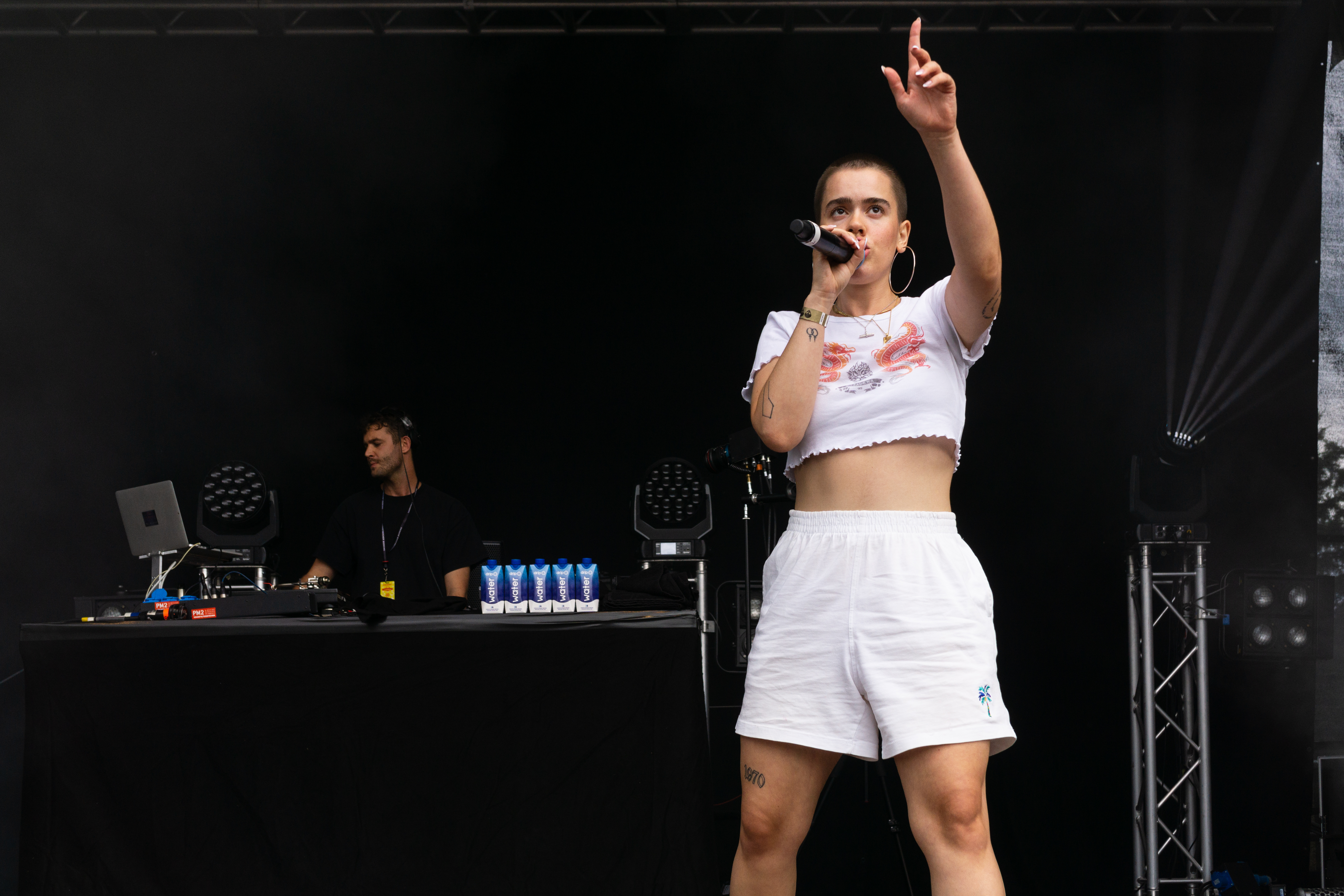
KeKe (* 1994)

- Keke, Kieren (* 1971), nauruischer Arzt und Außenminister der Republik Nauru
- Keke, Ludwig (* 1935), nauruischer Politiker und Diplomat
- Keke, Rachel (* 1974), französische Politikerin
- Kekebes, antiker iberischer Waffenschmied
- Kekela, James (1824–1904), amerikanischer protestantischer Missionar in Hawaii
- Kekelidse, Giorgi (* 1984), georgischer Dichter und Essayist
- Kekere-Ekun, Kudirat (* 1958), nigerianische Juristin
- Kekeritz, Uwe (* 1953), deutscher Politiker (Bündnis 90/Die Grünen), MdB
- Kékesy, Andrea (1926–2024), ungarische Eiskunstläuferin
- Keketi, Dušan (* 1951), tschechoslowakischer Fußballspieler
- Keketsi, Sebusiso (* 1981), lesothischer Boxer
- Kekez, Drazen (* 1995), kroatischer Fußballspieler
- Kekez, Saša (* 1983), deutscher Schauspieler

### Keki
- Kekić, Nikola (* 1943), kroatischer Geistlicher und emeritierter Bischof der griechisch-katholischen Diözese Križevci
- Kekich, Mike (* 1945), amerikanischer Baseballspieler
- Kekilli, Murat (* 1968), türkischer Rockmusiker
- Kekilli, Sibel (* 1980), deutsche SchauspielerinSibel Kekilli (* 1980)

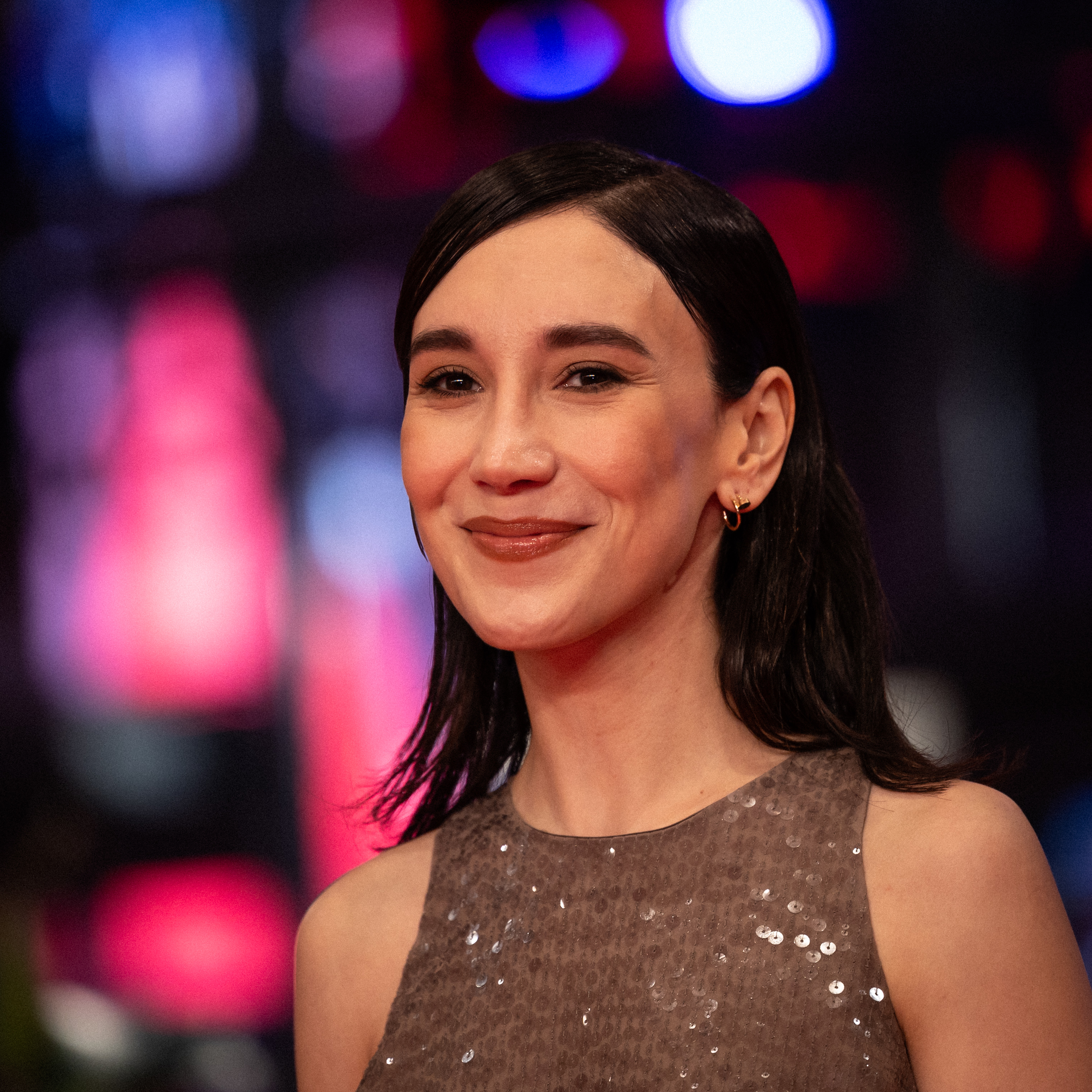
Sibel Kekilli (* 1980)

- Kekilli, Umut (* 1984), deutsch-türkischer Fußballspieler

### Kekk
- Kekki, Petri (* 1966), finnischer Schachspieler
- Kekkonen, Oskari (* 1999), philippinisch-finnischer Fußballspieler
- Kekkonen, Riku (* 1985), finnischer Unihockeyspieler
- Kekkonen, Urho (1900–1986), finnischer Politiker, Mitglied des Reichstags, Außenminister, Ministerpräsident und Staatspräsident

### Keko
- Keko, Xhanfise (1928–2007), albanische Filmregisseurin und Filmeditorin
- Kekoh, Felix (* 2001), kamerunischer Fußballspieler

### Keks
- Keks, Christopher (* 1973), deutscher Schauspieler
- Keks, Johann (1885–1944), Verbandsfunktionär und Volkstumspolitiker im Königreich Jugoslawien
- Kekstadt, Gert (* 1963), deutscher Politiker (SPD), MdHB

### Keku
- Kekuku, Joseph (1874–1932), hawaiischer Musiker
- Kekulé von Stradonitz, Reinhard (1839–1911), deutscher Klassischer Archäologe
- Kekulé, Alexander S. (* 1958), deutscher Arzt, Biochemiker und PublizistAlexander S. Kekulé (* 1958)

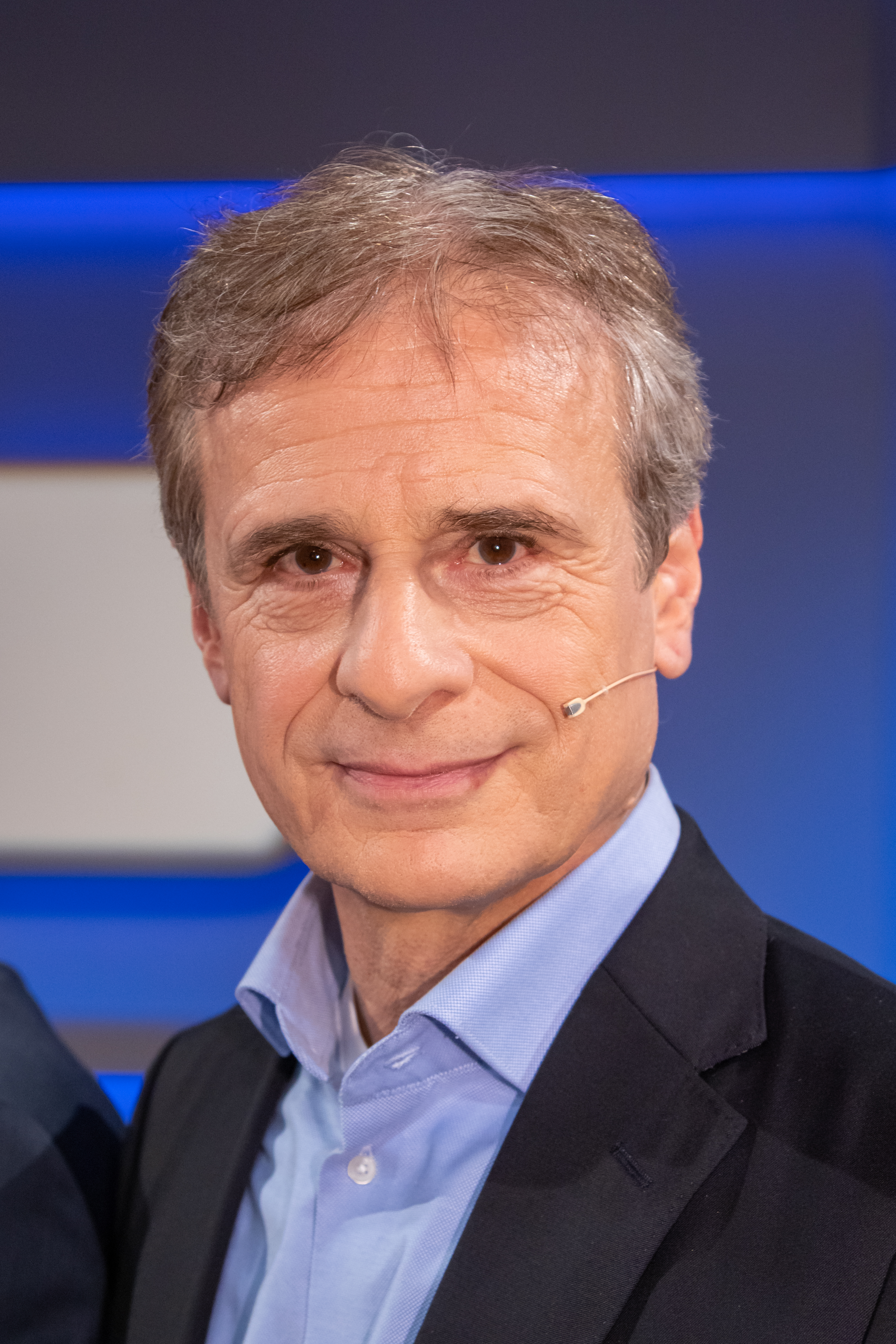
Alexander S. Kekulé (* 1958)

- Kekulé, August (1829–1896), deutscher Chemiker und Naturwissenschaftler
- Kekulé, Dagmar (* 1938), deutsche Autorin von Drehbüchern, Thrillern und Jugendbüchern
- Kekulé, Emil (1828–1913), Kreisrat in den Kreisen Büdingen und Oppenheim
- Kekulé, Friedrich von (1930–2009), deutscher Politiker (CDU), MdA
- Kekulé, Karl (1773–1847), deutscher Beamter und Landtagsabgeordneter im Großherzogtum Hessen
- Kekule, Stephan (1863–1933), deutscher Jurist, Privatgelehrter, Heraldiker und Genealoge aus der Familie Kekulé von Stradonitz
- Kekulé, Sylvia (* 1944), deutsche Schauspielerin, Kamerafrau und Autorin
- Kekuschew, Lew Nikolajewitsch (1862–1917), russischer Architekt und Hochschullehrer

### Kekw
- Kekwick, Ralph Ambrose (1908–2000), britischer Biophysiker